# Østslavere
Østslavere er et slavisk folk, der taler østslaviske sprog. Tidligere udgjorde østlavere hovedsageligt befolkning i den middealderriget Kijevriget, i det syttende århundrede udviklede folket sig til hviderussere, russere, rusinere og ukrainere.